# Водоканал Санкт-Петербурга
ГУП «Водоканал Санкт-Петербурга» — государственное унитарное предприятие, обеспечивающее услугами водоснабжения и водоотведения город Санкт-Петербург.
В ведении Петербургского Водоканала находятся также городские фонтаны и общественные туалеты города. С 2012 года у Водоканала появилось новое направления деятельности — строительство и эксплуатация стационарных снегоплавильных пунктов.

## История
Централизованное водоснабжение в Петербурге появилось благодаря созданию акционерного Общества Санкт-Петербургских водопроводов, устав которого Александр II утвердил 10 октября 1858 года. В 1859 году началось строительство водонапорной башни, которое было окончено в 1861 году. 30 ноября 1863 года комиссия правления Общества Санкт-Петербургских водопроводов и городской Думы подтвердила готовность водоприёмных труб, водоподъёмного здания и 62 вёрст уличной сети. Снабжение водой первых потребителей началось в конце 1863 года. В 1868 году станция подала в город 6,2 млн куб. метров воды, в 1871 году подача составила 9,8 млн куб. метров. В 1887—1889 годах для очистки воды на станции были построены по английской технологии медленные фильтры.
В 1890 году Городская дума приняла решение о выкупе имущества Общества Санкт-Петербургских водопроводов, а в 1892 году — и Товарищества новых водопроводов в городскую собственность. В первые десятилетия работы системы централизованного водоснабжения в Санкт-Петербурге все абоненты получали воду, подвергнутую лишь грубой механической очистке. В 1889 году на Главной водопроводной станции начали работу песчаные фильтры, построенные Общественном Санкт-Петербургских водопроводов по настоятельному требованию городских властей.
В 1911 году на Петербургской (Петроградской) стороне была построена станция фильтрации с озонированием воды. Открытие фильтр-озонной станции состоялось 27 марта. В 1913 году на Главной водопроводной станции было внедрено обеззараживание питьевой воды хлором (первые опыты хлорирования были проведены в Кронштадте в 1909 году).
Советский период
Первая мировая и Гражданская войны негативно отразились на техническом состоянии системы водоснабжения Петрограда, на её сооружениях, оборудовании и сетях. В двадцатых — начале тридцатых годов прошлого века для строительства водоводов даже приходилось использовать деревянные трубы из-за нехватки более подходящих материалов. Дореволюционный уровень подачи воды в городскую водопроводную сеть был достигнут лишь к 1935 году.
Однако были в это время и достижения. Прежде всего, это строительство Южной водопроводной станции (I очередь пущена в 1933 году, II очередь, частично, — в 1940 году) и модернизация очистных сооружений Главной водопроводной станции.
В двадцатые и тридцатые годы были возобновлены работы по строительству канализационных сетей и станций. Протяженность канализационной сети Ленинграда достигла 1130 км, что превышало дореволюционный уровень более чем в два раза. В 1940 году была принята новая генеральная схема канализования Ленинграда, в основе которой также лежала раздельная система водоотведения. Схема предусматривала механическую очистку и отстаивание сточных вод, с последующим сбросом в четыре фарватера Невской губы. Ливневые воды должны были сбрасываться во все водотоки города. Прокладку главных коллекторов предполагалось производить тоннельным методом.
Особая страница в истории Водоканала связана с Великой Отечественной войной и ленинградской блокадой. Водопроводные станции и подстанции, резервуары чистой воды, очистные сооружения, коммуникации, уличные сети подвергались интенсивным бомбежкам и обстрелам. Только на территории Южной водопроводной станции разорвалось 955 снарядов. Персонал особо важных объектов был переведен на казарменное положение. Разрушение сетей вызывало затопление подвалов, улиц и площадей, а иногда — и целых районов города. Однако и городская водопроводная сеть, и канализация работали постоянно — за исключением 25-26 января 1942 года, когда была полностью отключена подача электроэнергии.
В период 1950-1970 годов среднесуточная подача воды в город выросла более чем в два раза — с 912,8 тыс. м³ до 2057,6 тыс. м³. Активно строились и водопроводные насосные станции.
В 1990-е годы ГУП «Водоканал Санкт-Петербурга» была разработана и реализована новая для России концепция стратегического планирования финансово-хозяйственной деятельности предприятий жилищно-коммунального хозяйства (ЖКХ). Важнейшим шагом в деле реализации этой концепции на предприятии стало создание системы управления на основе планирования корпоративного развития.
Постсоветский период
Наряду со строительством новых сооружений, где применялись самые современные технологии, проводилась комплексная реконструкция существующих станций аэрации. К 2006 году были ликвидированы три «горячих точки», расположенных в зоне водосборного бассейна Балтийского моря. В 2007 году была реконструирована Центральная станция аэрации, что позволило добиться не просто выполнения — перевыполнения — установленных ХЕЛКОМ нормативов по удалению биогенов. С началом работы в 2007 году двух новых заводов по сжиганию осадка сточных вод на Северной станции аэрации и Юго-Западных очистных сооружениях Петербург стал первым мегаполисом, в котором полностью решена проблема утилизации осадка сточных вод.
В 2009 году Водоканал отметил 20-летие сотрудничества с Министерством окружающей среды Финляндии. Этой дате была посвящена конференция «Балтика. Общее море. Общая забота».
В июне 2009 года состоялась торжественная церемония вывоза последнего баллона с хлором с территории Северной водопроводной станции, ознаменовавшая окончательный отказ Водоканала от использования в обеззараживании воды жидкого хлора и его замену на безопасный гипохлорит натрия.
В 2011 году Санкт-Петербург окончательно покинул список загрязнителей Балтийского моря. С этого времени город полностью выполняет рекомендации ХЕЛКОМ по качеству очистки сточных вод: содержание фосфора в общем сбросе стоков Петербурга не превышает 0,5 мг/л. Водоканал значительно расширил систему биомониторинга, внедрив её на канализационных очистных сооружениях: с начала года состав дымовых газов завода по сжиганию осадка на Юго-Западных очистных сооружениях контролируют африканские улитки, а с июля качество очистки сточной воды на ЮЗОС оценивают австралийские краснопалые раки. В 2011 году Петербургский Водоканал вошёл в число финалистов престижной премии Европейского фонда качества менеджмента (EFQM) — Excellence Award-2011. С 2011 года на территории ГУП «Водоканал Санкт-Петербурга» начал работать Международный центр передовых водных технологий — совместный проект Водоканала и Инновационно-технологического центра г. Лахти (Финляндия).
В 2012 году отметил 10-летие работы Детский экологический центр Водоканала. За эти годы в его программах, проектах и занятиях приняли участие более 300 тысяч детей. В это же время у Водоканала появилось новое направление деятельности — строительство и эксплуатация стационарных снегоплавильных пунктов (ССП). В 2012 году был завершен предпоследний этап строительства Главного канализационного коллектора — ликвидация пяти прямых выпусков сточных вод. Эти стоки были переключены на коллектор и по нему направлены на Северную станцию аэрации, что позволило обеспечить в Петербурге очистку 97 % сточных вод.
В 2013 году Водоканал начал новый социальный проект: совместно со специалистами некоммерческого партнёрства «Центр реабилитации морских млекопитающих Ленинградской области» Водоканал принял участие в спасении редких животных Балтийского региона — нерп и тюленей. Всего за сезон специалисты вылечили и выпустили на волю 29 питомцев, среди которых — пять очень редких кольчатых нерп. В сентябре 2014 года был открыт Центр изучения и сохранения морских млекопитающих и создан Фонд друзей балтийской нерпы.
6 ноября 2015 года, при участии губернатора Г. С. Полтавченко и членов правительства Санкт-Петербурга, открылся Демонстрационно-выставочный центр для представления продукции отечественных предприятий, современных технологий и материалов в области водоснабжения и водоотведения. Открытие состоялось на территории Северной станции аэрации в поселке Ольгино.
С начала 2015 года предприятие продолжило системную реализацию политики импортозамещения; за год доля оборудования иностранного производства в общем объёме закупок Водоканала снизилась с 30 % до 1,8 %. В конце 2015 года Петербургскому Водоканалу присуждена премия правительства Российской Федерации 2015 года в области качества — «за достижение значительных результатов в области качества продукции услуг и внедрение высокоэффективных методов менеджмента качества». Аналогичную премию предприятие уже получало в 2006 году.
В январе 2016 года Водоканал принял 2-миллионный кубометр снега. «Юбилейный» кубометр поступил на снегоплавильный пункт на Кушелевской дороге 21 января. Также в марте технологию глубокого удаления биогенов Водоканала отметили как лучшую практику дипломом Международной Ассамблеи столиц и крупных городов Содружества Независимых Государств.
В рамках охраны окружающей среды Водоканал продолжает выполнять строительство сетей и коллекторов для переключения сбрасываемых без очистки сточных вод на очистные сооружения. Сегодня в Петербурге проходят очистку уже 98,6 % сточных вод.

## Руководство
Генеральный директор ГУП «Водоканал Санкт-Петербурга» с 1987 по 2016 год — Феликс Кармазинов. С 2016 по 18 марта 2019 — Евгений Целиков. 20 ноября 2019 года Евгений Целиков был арестован по обвинению в растрате и нецелевом использовании средств.
С сентября 2019 генеральным директором ГУП «Водоканал Санкт-Петербурга» является Данилов Александр Николаевич.
В ГУП «Водоканал Санкт-Петербурга» работают 8838 человек (по состоянию на 01.01.2019).

## Деятельность
Государственное унитарное предприятие «Водоканал Санкт-Петербурга» обеспечивает услугами водоснабжения и канализования жителей Петербурга — 5,2 миллиона человек, а также десятки тысяч предприятий и организаций города. Собственником имущества ГУП «Водоканал Санкт-Петербурга» является город Санкт-Петербург в лице уполномоченных государственных органов. Экологическая концепция Водоканала основана на понимании роли предприятия для обеспечения позитивной экологической обстановки во всем регионе Балтики. Ключевым международным направлением деятельности лидеров является участие в общественных и межправительственных структурах стран Балтийского региона, в том числе в рамках международной конвенции Хельсинкской комиссии по защите среды Балтийского моря (ХЕЛКОМ). Водоканал большое внимание уделяет просветительской работе. В составе предприятия работает Информационно-образовательный центр, куда входят музейный комплекс «Вселенная Воды» и Детский экологический центр.
Также на базе Водоканала работает Международный центр передовых водных технологий.
В Водоканале налажена эффективная система обратной связи с потребителями: на предприятии круглосуточно работает телефон «горячей линии» 305-09-09.

### Среднесуточная подача воды
В последние годы объём поставляемой воды существенно уменьшился из-за снижения объёмов промышленности и массовой установки приборов учёта расхода воды (счётчиков), и как следствие — экономии воды населением.
- 2004 год — 2578,8 тыс. м³
- 2005 год — 2514,7 тыс. м³
- 2006 год — 2466,9 тыс. м³
- 2007 год — 2311,2 тыс. м³
- 2008 год — 2168,9 тыс. м³
- 2009 год — 2028,2 тыс. м³
- 2010 год — 1994,7 тыс. м³
- 2011 год — 1922,9 тыс. м³
- 2012 год — 1853,3 тыс. м³
- 2013 год — 1808,8 тыс. м³
- 2014 год — 1712,7 тыс. м³
- 2015 год — 1635,6 тыс. м³
- 2016 год — 1603,9 тыс. м³
- 2017 год — 1555,9 тыс. м³

## Инфраструктура
В систему водоснабжения Санкт-Петербурга входят:
- 7 297,4 км водопроводных сетей,
- 193 повысительные насосные станции
- 9 водопроводных станций (крупнейшие — Южная водопроводная станция, Северная водопроводная станция, Главная водопроводная станция),
- 2 завода по производству гипохлорита натрия.

В систему канализования Санкт-Петербурга входят:
- 8 980,2 км канализационных сетей,
- 270,7 км тоннельных коллекторов,
- 209 канализационных насосных станций,
- 18 очистных канализационных сооружений (в том числе 14 — по очистке хозяйственно-бытового стока и 4 — по очистке поверхностного стока (крупнейшие сооружения — Центральная станция аэрации, Северная станция аэрации, Юго-Западные очистные сооружения),
- 3 завода по сжиганию осадка,
- 11 стационарных снегоплавильных пунктов,
- 7 стационарных инженерно-оборудованных снегоприемных пунктов.

## Известные сотрудники
Татьяна Новикова (1986) — старший специалист по бюджетированию в экономической службе, трёхкратная чемпионка России по дартсу.